# 奥拉达·艾奎亚诺

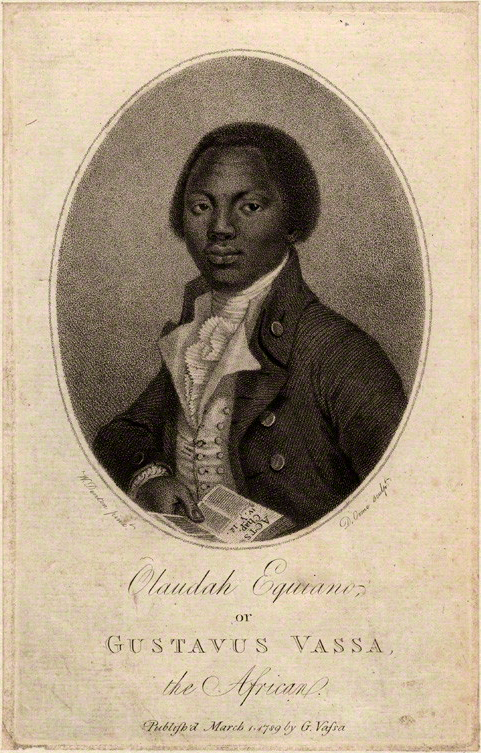
奥拉达·艾奎亚诺

奥拉达·艾奎亚诺（英語： 1745年—1797年3月31日）贝宁帝国伊博地区作家及废奴主义者，幼年时被掳为奴，后被英国皇家海军军官带到加勒比群岛卖为奴隶，后赎买自己获得自由。他在伦敦投入废奴主义运动，加入英国黑人组成的组织，撰写传记《生平奇事》描写了恐怖的奴隶生活，描述了宗号船大屠杀，该书多次重印促进了英国废奴法案的通过。艾奎亚诺后与一位英格兰妇女结婚，育有两位女儿。